# پادشاهی نبطی
پادشاهی نبطی (به آرامی نبطی: 𐢕𐢃𐢋𐢈 Nabāṭū)، همچنین به نام نبطیا (‎/ˌnæbəˈtiːə/‎) یک ایالت سیاسی نبطیان عرب در دوران باستان بود.
پادشاهی نبطی بسیاری از راه‌های تجاری منطقه را تحت کنترل داشت و ثروت زیادی جمع کرد و حسادت همسایگان خود را برانگیخت. حاکمیت در امتداد سواحل دریای سرخ به سمت جنوب تا حجاز، تا شمال دمشق، که برای مدت کوتاهی (۸۵ تا ۷۱ پیش از میلاد) تحت کنترل داشت، امتداد داشت.
نبطیا از اواسط قرن سوم پیش از میلاد یک نهاد سیاسی مستقل باقی ماند تا اینکه در سال ۱۰۶ پس از میلاد توسط امپراتوری روم ضمیمه شد و نام آن را به عربیه پترایئا تغییر داد.